# 비벌리 로버츠

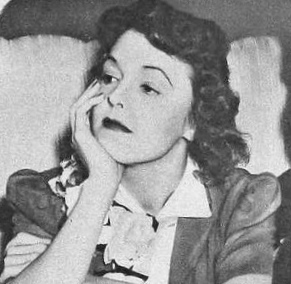

비벌리 로버츠(Beverly Roberts, 1914년 5월 19일 ~ 2009년 7월 13일)는 미국의 연극 배우, 텔레비전 배우, 영화배우이다.
브루클린에서 태어났다.

## 영화
- 프럼버 (1979년)
- 싱잉 키드 (1936년)